# Scorpaenopsis obtusa
Scorpaenopsis obtusa és una espècie de peix pertanyent a la família dels escorpènids.

## Descripció
- La femella fa 7,9 cm de llargària màxima.
- Nombre de vèrtebres: 24.[5]

## Hàbitat
És un peix marí, demersal i de clima tropical.

## Distribució geogràfica
Es troba al Pacífic occidental central: les Filipines i Papua Nova Guinea.

## Costums
És bentònic.

## Observacions
És inofensiu per als humans.